# Corrida nuclear

Arsenais nucleares dos Estados Unidos e URSS/Rússia

A Corrida Nuclear foi a grande corrida armamentista às armas nucleares entre os Estados Unidos e a União Soviética, principalmente, durante a Guerra Fria.
Quando começou a Guerra Fria, no início (final dos anos 1940) do pós-guerra da Segunda Guerra Mundial os Estados Unidos eram o único país com bombas atómicas, armas que usaram para derrotar o Japão na última grande guerra mundial, mas rapidamente a URSS as desenvolveu, no ano de 1949 e a partir daí começou um grande crescimento de bombas nucleares.
A Détente começou mais ou menos na década de 1960 e tornou-se evidente na década de 1970, quando foi a proliferação nuclear que começou a tornar-se mais comum. A denténte foi quando as grandes potências opostas da Guerra Fria começaram a ser menos agressivas uma com a outra.
A corrida nuclear acabou completamente com o fim da Guerra Fria, em 1991, após o desmembramento da União Soviética, devido a série de eventos ocorridos a seguir à Queda do Muro de Berlim.